# أماندا رانكين
أماندا رانكين (بالإنجليزية: Amanda Rankin)‏ هي راكبة الكنو أسترالية، ولدت في 22 أكتوبر 1976 في ماريبورو في أستراليا.

## وصلات خارجية
- أماندا رانكين على موقع اللجنة الأولمبية الدولية (الإنجليزية)
- أماندا رانكين على موقع أوليمبيديا (الإنجليزية)
- أماندا رانكين على موقع اللجنة الأولمبية الأسترالية (الإنجليزية)